# Baxterteatern

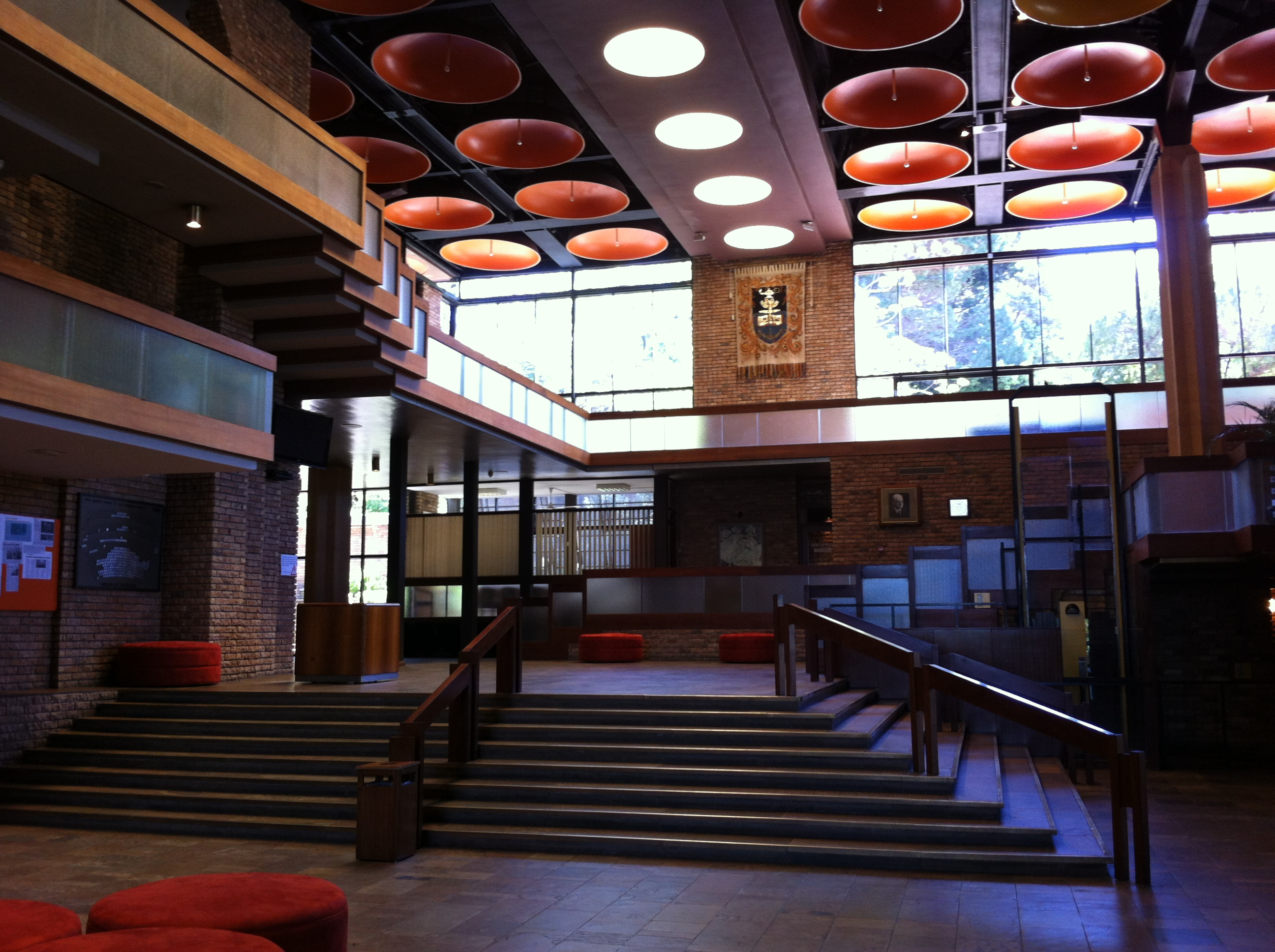
Interiörbild

Baxterteatern (engelska: Baxter Theatre Center) är en teater och konserthall i Rondebosch, Kapstaden. Byggnaden ritades av Jack Barnett och öppnade i augusti 1977.
Baxterteatern tillhör University of Capetown. Tack vare att teatern tillhörde universitetet så kunde inte apartheidregimen kontrollera innehållet i uppsättningarna lika mycket som på andra teatrar.
Teatern är döpt efter den tidigare borgmästaren i Kapstaden, William Duncan Baxter (borgmästare 1907 till 1908). Den har tre scener med plats för knappt 1 500 personer.